# Euroband

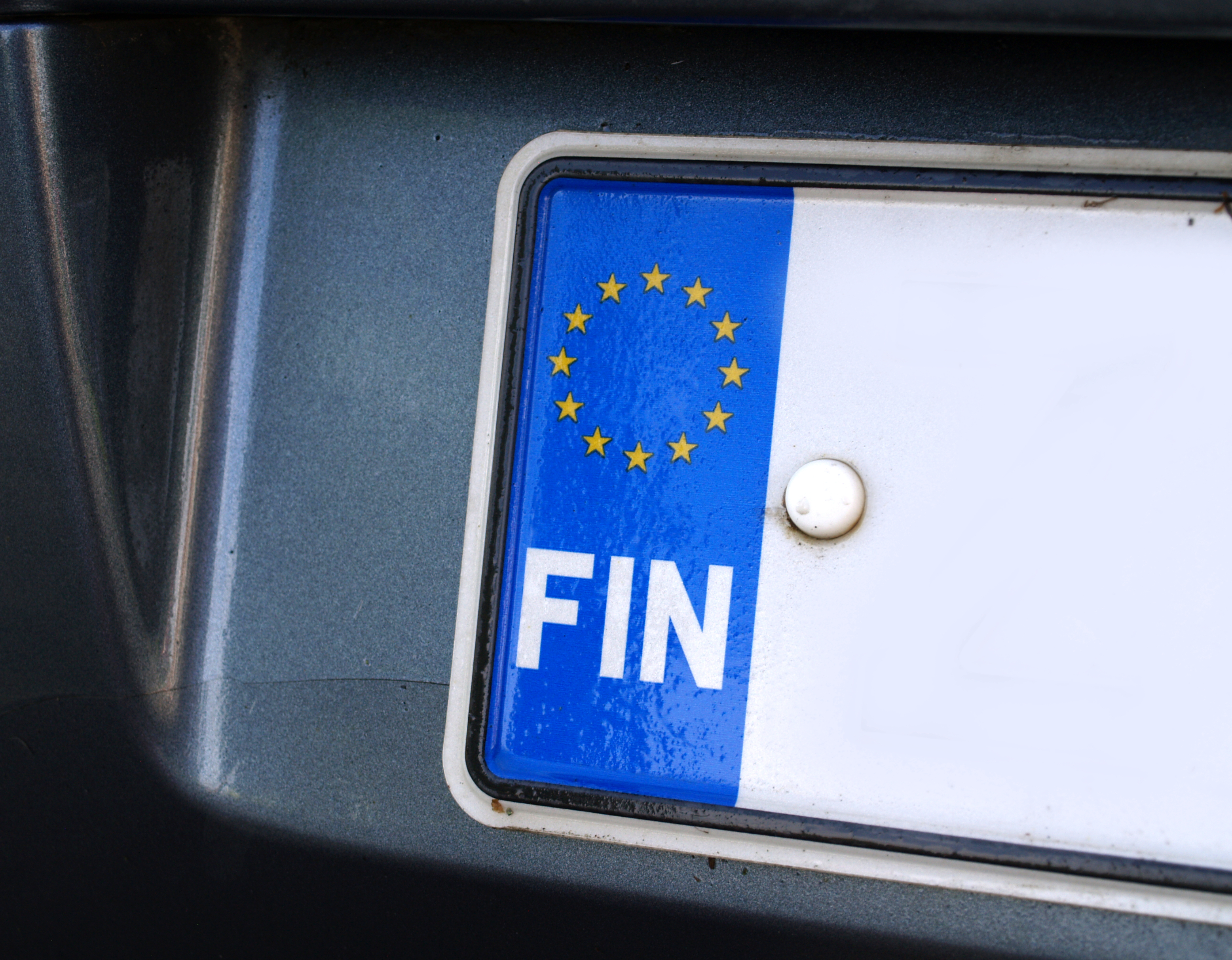
Europasek

Euroband, europasek – niebieski pasek z flagą europejską i oznaczeniem państwa, znajdujący się po lewej stronie tablicy rejestracyjnej. Stosowany jest na tablicach rejestracyjnych państw Unii Europejskiej.

## Historia
Wspólny format tablic dla państw UE został wprowadzony rozporządzeniem Rady (WE) nr 2411/98 z dnia 3 listopada 1998 i wszedł w życie 11 listopada 1998 roku. Był on oparty na tablicach rejestracyjnych, które już wcześniej wprowadziły: Irlandia (1991), Portugalia (1992) i Niemcy (1994).
Stosują go państwa członkowskie Unii Europejskiej (nieobowiązkowy w Danii i Finlandii).

## Oznaczenia państw na europasku
| Lp. | Oznaczenie | Państwo    | Zobacz                              | Przykład |
| --- | ---------- | ---------- | ----------------------------------- | -------- |
| 1   | A          | Austria    | Austriackie tablice rejestracyjne   |          |
| 2   | B          | Belgia     | Belgijskie tablice rejestracyjne    |          |
| 3   | BG         | Bułgaria   | Bułgarskie tablice rejestracyjne    |          |
| 4   | CRO        | Chorwacja  | Chorwackie tablice rejestracyjne    |          |
| 5   | CY         | Cypr       | Cypryjskie tablice rejestracyjne    |          |
| 6   | CZ         | Czechy     | Czeskie tablice rejestracyjne       |          |
| 7   | D          | Niemcy     | Niemieckie tablice rejestracyjne    |          |
| 8   | DK         | Dania      | Duńskie tablice rejestracyjne       |          |
| 9   | E          | Hiszpania  | Hiszpańskie tablice rejestracyjne   |          |
| 10  | EST        | Estonia    | Estońskie tablice rejestracyjne     |          |
| 11  | F          | Francja    | Francuskie tablice rejestracyjne    |          |
| 12  | FIN        | Finlandia  | Fińskie tablice rejestracyjne       |          |
| 13  | GR         | Grecja     | Greckie tablice rejestracyjne       |          |
| 14  | H          | Węgry      | Węgierskie tablice rejestracyjne    |          |
| 15  | I          | Włochy     | Włoskie tablice rejestracyjne       |          |
| 16  | IRL        | Irlandia   | Irlandzkie tablice rejestracyjne    |          |
| 17  | L          | Luksemburg | Luksemburskie tablice rejestracyjne |          |
| 18  | LT         | Litwa      | Litewskie tablice rejestracyjne     |          |
| 19  | LV         | Łotwa      | Łotewskie tablice rejestracyjne     |          |
| 20  | M          | Malta      | Maltańskie tablice rejestracyjne    |          |
| 21  | NL         | Holandia   | Holenderskie tablice rejestracyjne  |          |
| 22  | P          | Portugalia | Portugalskie tablice rejestracyjne  |          |
| 23  | PL         | Polska     | Polskie tablice rejestracyjne       |          |
| 24  | RO         | Rumunia    | Rumuńskie tablice rejestracyjne     |          |
| 25  | S          | Szwecja    | Szwedzkie tablice rejestracyjne     |          |
| 26  | SK         | Słowacja   | Słowackie tablice rejestracyjne     |          |
| 27  | SLO        | Słowenia   | Słoweńskie tablice rejestracyjne    |          |

## Inne
Zmodyfikowany (bez flagi europejskiej lub z własnymi symbolami) pasek stosują (przyjęły) też państwa i terytoria niebędące w Unii Europejskiej: Albania, Bośnia i Hercegowina, Czarnogóra, Gruzja, Iran, Izrael, Kirgistan, Kosowo, Liban, Macedonia Północna, Norwegia, Queensland, Serbia, Turcja, Ukraina, Wiktoria, Wyspy Owcze i inne.